# Metavivianite
La metavivianite è un minerale scoperto nel 1974 il cui nome è stato attribuito per la sua relazione con la struttura della vivianite. È dimorfo della ferrostrunzite.

## Morfologia
La metavivianite si presenta in abito prismatico o striato.

## Origine e giacitura
La metavivianite si trova nelle vene fosfatiche nelle rocce ricche di ferro o nelle unità sedimentarie ricche di fosfato. È paramorfo della vivianite con la quale quindi si presenta associata.